# McAdenville
McAdenville é uma cidade  localizada no estado norte-americano de Carolina do Norte, no Condado de Gaston.

## Demografia
Segundo o censo norte-americano de 2000, a sua população era de 619 habitantes.
Em 2006, foi estimada uma população de 641, um aumento de 22 (3.6%).

## Geografia
De acordo com o United States Census Bureau tem uma área de
3,9 km², dos quais 3,6 km² cobertos por terra e 0,3 km² cobertos por água.

## Localidades na vizinhança
O diagrama seguinte representa as localidades num raio de 8 km ao redor de McAdenville.